# 디나가트붓꼬리구름쥐
디나가트붓꼬리구름쥐 또는 디나가트구름쥐(Crateromys australis)는 쥐과에 속하는 설치류의 일종이다. 필리핀에서만 발견되는 8종의 구름쥐의 하나로 특히 디나가트섬의 토착종이다. 희귀종이다. 1975년 레보(Dioscoro S. Rabor)와 그의 동료가 디나가트섬에 대한 과학 탐사에서 한 점의 표본을 발견했다. 자연 서식지는 열대 기후 지역의 저지대 숲으로 환경적 위협에 직면해 있다. 서식지 감소는 분포 지역에서 심한 벌목과 크롬 광산 개발로 점진적인 산림파괴가 일어났기 때문이다. 2008년 국제 자연 보전 연맹(IUCN)이 "절멸위급종"으로 분류했다. 이미 거의 절멸된 상태로 평가되고 있다. 첫 표본이 발견된 지 거의 40년만에 5점의 살아있는 표본이 2012년 레하코바(Milada Řeháková)와 레학(Václav Řehák), 올리버(William L.R. Oliver)에 의해 발견되었다.

## 발견과 재발견
디나가트붓꼬리구름쥐는 1975년 디나카트섬의 동물 종에 대한 과학 탐사 기간에 북수리가오주 로레토시 발리트비톤에서 처음 관찰되었다. 1975년 5월 16일, 필리핀 대학의 레보(Dioscoro S. Rabor)가 수집한 유일한 표본(현재 완모식표본)이다. 벌목 도로 근처의 교란된 저지대 숲에서 발견되었다. 그리고 피부와 두개골, 하악골, 음경골을 보존하기 위해 박제되었다. 미국 자연사 박물관에 보관되어 있다. 10년후, 1985년에 미국 자연사 박물관의 레보와 무세르(Guy G. Musser) 그리고 미시간 대학교의 로렌스 히니(Lawrence R. Heaney)가 상세한 기재 내용을 보고했다.(같은 탐사를 통해 신종(디나가트문랫)을 발견했고, 나중에 디나가트털꼬리쥐를 발견했다.) 관찰하기 어려운 주 원인은 디나가트붓꼬리구름쥐가 야행성 동물이고 나무 위에서 생활하는 수상성 동물이기 때문이다. 2012년까지 알려진 다른 표본은 없었다. 2012년 1월, 체코 동물학자가 디나가트 제도 주 중부-북부의 준보호 유적 보전지에서 살아있는 표본을 보고했다. 이 팀은 레하코바(Milada Řeháková)가 이끌었고, 그녀의 남편이 비디오를 촬영했다.
레하코바는 2008년부터 2012년까지 3년 동안, 공식적으로는 필리핀안경원숭이를 탐사했다. 필리핀 생물다양성 보전 재단의 지원을 받아 레하코바는 디나가트에서 생존의 위협을 받으며 유전적으로 고립된 필리핀안경원숭이 개체군에 대한 연구를 계속했다. 2012년 1월 5일부터 15일까지 10일 동안 로레토 시에서 탐사를 했지만 안경원숭이를 발견할 수 없었다. 그러나 레하코바 연구팀은 소리 기록을 이용해서 구름쥐의 부스럭거리는 움직임과 소리를 탐지했고, 이는 안경원숭이의 소리와는 명확하게 구별되는 것이었다. 3일 밤 동안 황혼녘(현지 시간 17:55–18:35)에 같은 소리를 녹음했다. 1월 8일(18:05)에 실제로 구름쥐가 발견되었고, 스틸 카메라와 비디오 카메라로 기록했다. 디나가트붓꼬리구름쥐는 플래시를 터트렸을 때 도망쳤다. 처음 발견한 사람은 레하코바의 남편, 레학(Václav Řehák)이었다. 1월 11일 저녁 같은 시간에 다시 관찰했지만, 이전 위치보다는 조금 떨어진 곳이었다. 1월 14일에는 처음 발견한 장소에서 다시 발견했다. 이들은 2012년 4월 17일부터 20일까지 필리핀 야생보전협회의 심포지움에서 이 결과를 발표했다. 기술 보고서는 "위협적인 분류군 저널"을 통해 2015년 6월 20일에 겨우 발표되었다.

## 어원
종소명 "아우스트랄리스"(australis)는 "남부"(southern)를 의미하는 라틴어 단어에서 유래했다. 그 이유는 필리핀 남부에서 발견되는 붓꼬리구름쥐속(Crateromys)의 유일한 종이기 때문이다.

## 특징
원래 표본은 수컷 성체의 표본이다. 붓꼬리구름쥐속의 종 중에서 중간 크기이며 머리부터 몸까지 길이는 26.5cm이다. 꼬리는 몸 보다 길어서 28cm이다. 다른 종들과 대조적으로 담황색과 오렌지색을 띠며, 몸에 색깔 무늬 패턴은 없고 귀는 진한 색을 띠며, 머리 윗 부분은 털이 없고, 꼬리에 세 가지 색의 뻣뻣한 짧은 털 줄무늬가 나 있다. 머리는 균일한 색을 띠지만, 눈 주위에는 그렇지 않고 짧고 연한 갈색 털이 둥근 고리 모양 진한 색조의 피부 위에 나타난다. 등 쪽의 잔털은 회색이다. 짧은 검은색 털이 등 중앙 부분에서 시작해 모든 방향으로 가면서 점점 희미해진다. 귀는 둥글고 진한 색을 띤다. 짧은 갈색 털이 귀 각각의 상단 중간 부분까지 자란다. 목과 배 쪽은 밝은 오렌지-갈색이고, 몸 전체적으로 균일한 색을 띤다. 음낭은 황금빛 털로 덮여 있다. 다리 길이는 각각 약 5.4cm이다.

## 보전 상태
1975년 발견되고 2012년 재발견되기까지 디나가트 지역에서 몇 차례 탐사를 거친 이후에도 유일한 표본은 오로지 한 점의 수컷 표본 뿐이었다. 그래서 멸종에 대한 심각한 우려가 있었고, 2008년 국제 자연 보전 연맹(IUCN)의 적색 목록에서 멸종 가능성이 언급되었다. 디나가트 지역의 서식지는 1939년 환경자연보전부가 필리핀 공화국 범 391호로 지정한 광물 보호 구역이다.